# Klemen Slakonja
Klemen Slakonja, mer känd under artistnamnet Klemen, född 3 juni 1985, är en slovensk sångare, komiker, programledare och skådespelare.
Han representerade Slovenien i Eurovision Song Contest 2025 med låten "How Much Time Do We Have Left". Bidraget gick inte vidare till final.
Klemen Slakonja har tidigare varit programledare för de slovenska uttagningarna till Eurovision Song Contest både 2012 och 2016. Han delade även ut Sloveniens poäng 2011.